# Kirstin Fischer

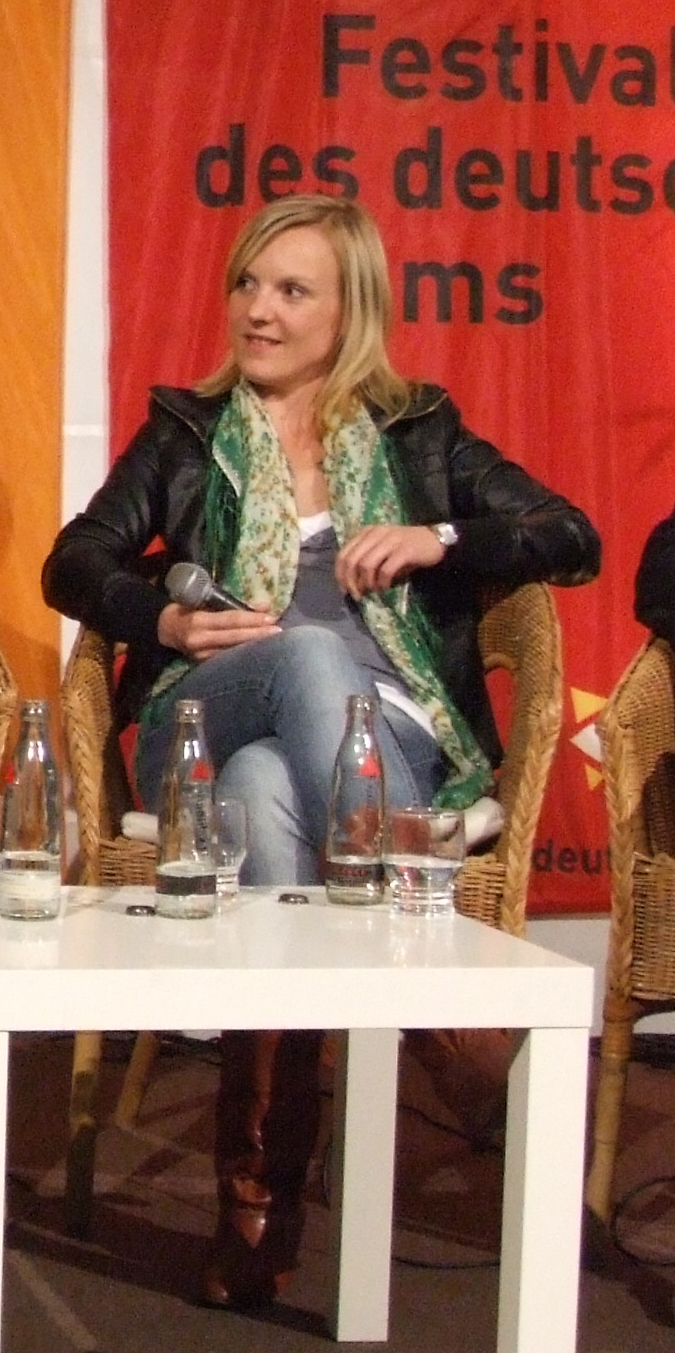
Kirstin Fischer 2009 im Filmgespräch während des Festivals des deutschen Films auf der Parkinsel in Ludwigshafen am Rhein

Kirstin Fischer (* 1980 in Landshut) ist eine deutsche Theaterschauspielerin.
Kirstin Fischer lernte 2003 bis 2006 an der Schauspielschule Schauspiel München. Sie trat auf bei Theatern wie Schauspiel München, Münchner Kammerspiele, Hoftheater Bergkirchen, Festspielhaus Salzburg, Bad Hersfelder Schauspieler Ensemble, Tams-Theater München.
Seit 2007 gehört sie zum Ensemble der Neuen Werkbühne München.
2007 spielte sie auch die Hauptrolle der jüdischen Ärztin Luisa in Rudi Gauls Spielfilm Das Zimmer im Spiegel.

## Filmografie (Auswahl)
- 2015: Die Rosenheim-Cops – Konkurrenz erlegt das Geschäft